# Jacques Basnage

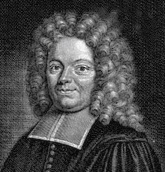
Jacques Basnage, vor 1700

Jacques Basnage de Beauval (* 8. August 1653 in Rouen; † 22. Dezember 1723 in Den Haag) war ein französischer protestantischer Prediger, Theologe, Kirchenhistoriker, Hebraist, Diplomat, Schriftsteller und Übersetzer.

## Leben
Jacques – ältester Sohn des Henri Basnage de Franquesnay (1615–1695), Anwalt am Parlament von Rouen und der Pfarrerstocher Marie geborene Coignard – studierte nach dem Besuch des Gymnasiums in Saumur, ab 1670 in Genf und darauf in Sedan. Von 1676 bis 1685 predigte er in seiner Geburtsstadt. 1685, nach dem Widerruf des Edikts von Nantes, gestattete ihm der König die Emigration nach Holland. Zunächst predigte er in Rotterdam und von 1709 bis 1723 in der Wallonischen Kirche Den Haag. Nebenher verrichtete Jacques Basnage diplomatische Dienste. 1713 verhandelte er auf dem Kongress von Utrecht mit dem französischen Marschall d’Huxelles. Befreundet war der Schriftsteller unter anderem mit Pierre Bayle. 1697 wurde Jacques Basnage zum Fellow der Royal Society sowie am 8. Januar 1711 zum Auswärtigen Mitglied der Kurfürstlich Brandenburgischen Societät der Wissenschaften gewählt. Seine Histoire des Juifs depuis Jésus-Christ wird von Forschern wie Ulrich Wyrwa „als Wendepunkt in der christlichen Wahrnehmung des Judentums betrachtet“.

## Werk (Auswahl)
Jacques Basnage war Historiograph der niederländischen Generalstaaten. Seine Werke wurden in mehreren Dekreten der römisch-katholischen Glaubenskongregation datierend zwischen 1691 und 1757 auf den Index gesetzt.
- 1684 * Examen des méthodes proposées par Mrs de l'assemblée du clergé de France, en l'année 1682, a Cologne: chez Pierre Marteau
- 1690 Histoire de la religion des Églises réformées. Rotterdam (online in der Bayerischen Staatsbibliothek)
- 1699 Histoire de l’Église depuis Jésus-Christ jusqu’à présent. Rotterdam
- 1704 ’T Groot Waerelds Tafereel, verbeeldende in Konst-Prenten de Heilige en Waereldsche Geschiedenissen, zedert den Aanvang des Waerelds tot het uiteinde van de Openbaring van Johannes […]. Amsterdam, J. Lindenbergh
- 1705 Histoire des Juifs depuis Jésus-Christ jusqu’à présent. Rotterdam (online – Internet Archive, Ausgabe 1716)
- L'unité, la visibilité, l'autorité de l'eglise et la verite renversées, par la constitution de Clement XI. Amsterdam, 1715
- als Hrsg. 1725 ff.: Heinrich Canisius: Thesaurus monumentorum ecclesiasticorum et historicorum. 7 Bände.